# Амбика (богиня)
Амбика (санскр. अम्बिका, IAST: Ambikā) — обычно является именем Ади Шакти, или Шакти, или Дурги, супруги Садашивы. У неё восемь рук, в которых она держит несколько видов оружия. Она также известна как Бхагавати и Чанди. Она также отождествляется с Ади Парашакти и Матерью Вселенной и всех существ. Имя «Амбика» означает «мать». В Сканда-пуране она убила демонов Шумбху и Нишумбху. Её также называют Амба, Дурга, Бхагавати, Лалитамбика, Бхавани, Амбе Маа, Шераваали, Мата Раани и т. д.

## Проявления и аспекты Амбики
В «Шримад Деви Бхагаватам» Амбика является прямой прародительницей всех других богинь. Ей поклоняются как обладающей многими формами и именами. Её форма или воплощение зависит от её настроения. Например:
- Сати — аспект Амбики, первой жены Шивы, принесшей себя в жертву. Она также известна как Дакшаяни.
- Бхадракали — одна из самых жестоких форм Амбики. Она разрушила яджну Дакши Праджапати.
- Парвати — полное воплощение Амбики, также известной как Гаури и Ума. Она жена Господа Шивы.
- Дурга — форма Парвати, сражающаяся с демонами, которая убила демона Дургамасуру.
- Кали — ещё одна свирепая форма Парвати, богини времени и перемен, ведущая свое происхождение от ведической богини Ниррити .
- Чанди — эпитет Дурги, считающейся сильным аспектом Амбики; она чёрного цвета и едет на льве, убийце демона Махишасуры.
- Десять Махавидий — это десять аспектов Шакти. В тантре важны все различные аспекты Махакали.
- 52 Шактипитха предполагает, что все богини являются экспансиями богини Шакти.
- Навадурга, девять форм богини Дурги.
- Матрики, группа из семи богинь-матерей.
- Минакши, богиня с глазами в форме рыбы.
- Камакши, богиня любви и преданности.
- Лалита, игривая Богиня Вселенной; она является высшей формой Деви.
- Акиландешвари, почитаемая в прибрежных районах Индии, является богиней, связанной с водой[2].
- Аннапурна - это олицетворение всего, что завершено, а также пищи. Она является формой Шакти.
- 64 йогини — это 64 формы или аспекта богини Дурги.